# Абіотичне середовище
Абіотичне середовище — сукупність неорганічних умов (середовищних факторів) проживання організмів.
Середовище в розумінні еколога – все те, що оточує організм ( популяцію, біоценоз) і впливає на нього. У кожного з видів, що навіть населяють один і той самий біотоп - своє середовище проживання. 